# Jagodina Strawberry Celts
Gli Jagodina Strawberry Celts sono stati una squadra di football americano di Jagodina, in Serbia, fondata nel 2005. Hanno chiuso nel 2014.

## Dettaglio stagioni

### Tornei nazionali

#### Campionato

##### Superliga
| Stagione | regular season | regular season | regular season | regular season | regular season | regular season | playoff | playoff | playoff | playoff | playoff | playoff             | playoff      |
|          | Vin            | Par            | Per            | Tot            | PF             | PS             | Vin     | Per     | Tot     | PF      | PS      | risultato           | avversaria   |
| -------- | -------------- | -------------- | -------------- | -------------- | -------------- | -------------- | ------- | ------- | ------- | ------- | ------- | ------------------- | ------------ |
| 2011     | 4              | 0              | 2              | 6              | 215            | 177            | 0       | 1       | 1       | 6       | 49      | Primo turno playoff | Klek Knights |
| Totale   | 4              | 0              | 2              | 6              | 215            | 177            | 0       | 1       | 1       | 6       | 49      |                     |              |

Fonti: Enciclopedia del Football - A cura di Roberto Mezzetti

### Riepilogo fasi finali disputate
| Anno           | Luogo | Evento    | Fase del torneo     | Incontro                                 | Risultato |
| 11 giugno 2011 |       | Superliga | Primo turno playoff | Klek Knights - Jagodina Strawberry Celts | 49 - 6    |